# Biturix hoffmannsi
Biturix hoffmannsi là một loài bướm đêm thuộc phân họ Arctiinae, họ Erebidae.